# Cratere Wegener (Marte)
Wegener è un cratere sulla superficie di Marte.
Il cratere è dedicato al geologo e meteorologo tedesco Alfred Wegener.